# Ибрагимов, Николай Михайлович
Николай Михайлович Ибрагимов ( 1778, Казань — 17 апреля 1818, там же) — русский поэт татарского происхождения, писавший стихи на русском языке; педагог.

## Биография
С 1791 г. учился в гимназии при Московском университете, а затем в Московском университете, по окончании которого в 1798 году, был учителем российской словесности и математики, а с 1807 года и фактическим инспектором в Казанской гимназии. Вёл арифметический класс, нижний латинский класс и класс геометрии, с 1802 г. — высший арифметический класс. Среди его учеников — Н. И. Лобачевский, С. Т. Аксаков, В. И. Панаев, М. С. Рыбушкин.
С 1817 года — адъюнкт-профессор Казанского университета.
Н. М. Ибрагимов был основателем и первым председателем Казанского общества любителей отечественной словесности (1806).

## Ибрагимов и песня «Во поле берёза стояла»
Русская народная песня «Во поле берёза стояла» была известна ещё в XVIII столетии, упоминается, в частности, Радищевым в «Путешествии из Петербурга в Москву». Значительно позже, Ибрагимов, по моде русских поэтов того времени, издал несколько собственных переделок народных песен, среди которых была и «Во поле берёза» (под названием «Русская песня»). Вариант Ибрагимова имеет значительные отличия от оригинала. 
В советское время, на фоне официального курса на «дружбу народов», было заявлено, что Ибрагимов является автором песни. Эта версия была популяризована, в частности, в стихотворении Евгения Евтушенко; на рубеже 2000-х годов она всё ещё была достаточно популярна в Татарстане.

## Семья
Сын — Лев Николаевич; преподаватель грамматики и географии (1830-е) в Казанской гимназии; писал стихи (изданы в Казани в 1841 году), русские песни.

## Творчество
Литературное наследие Н. Ибрагимова невелико.
В 1797 году в московском журнале «Приятное и полезное препровождение времени» был опубликован его первый перевод с немецкого «Из разговоров Диогена Симонского».
Первая стихотворная публикация — в газете «Казанские известия», 1812 год.
Большая часть его стихотворений написана в жанре сентиментальной «русской песни». Несколько стихотворений было опубликовано в «Трудах Общества любителей отечественной словесности при Казанском университете» (1815, ч. 15) и в «Благонамеренном» (1822, 1825). 
С 1814 года сотрудничал в журнале «Сын Отечества».
В 1817 г. в «Трудах общества любителей отечественной словесности» опубликовал восемь басен.